# اوگتسو مونوگاتاری
اوگتسو مونوگاتاری (ژاپنی: 雨月物語) فیلمی سیاه و سفید به کارگردانی کنجی میزوگوچی است که در سال ۱۹۵۳ منتشر شد. این فیلم بر اساس قصه‌های کتابی به همین نام نوشته اوئدا آکیناری ساخته شده‌است. این فیلم از آثار داستان ارواح است و در دوره آزوچی–مومویاما رخ می‌دهد. در این فیلم بازیگرانی همچون ماسایوکی موری و ماچیکو کیو حضور دارند. اوگتسو مونوگاتاری یکی از نامدارترین فیلم‌های میزوگوچی است و از دید منتقدان یکی از شاهکارهای سینمای ژاپن و نیز کاری غایی در عصر طلایی فیلم ژاپن محسوب می‌شود.

## خلاصه داستان
در قرن شانزدهم ژاپن، گنجورو (ماسایوکی موری) و توبی (ایتارو اوزاوا) کوزه‌گران و سرپرستان دو خانوادهٔ روستایی هستند که برای دستیابی به آسایش و ثروت، خانهٔ خود را ترک کرده و راهی بازار بزرگ شهر می‌شوند …

## کتابشناسی
- Galbraith IV, Stuart (1996). The Japanese Filmography: 1900 through 1994. Jefferson, North Carolina: McFarland. ISBN 0-7864-0032-3.